# Nocturns (Chopin)

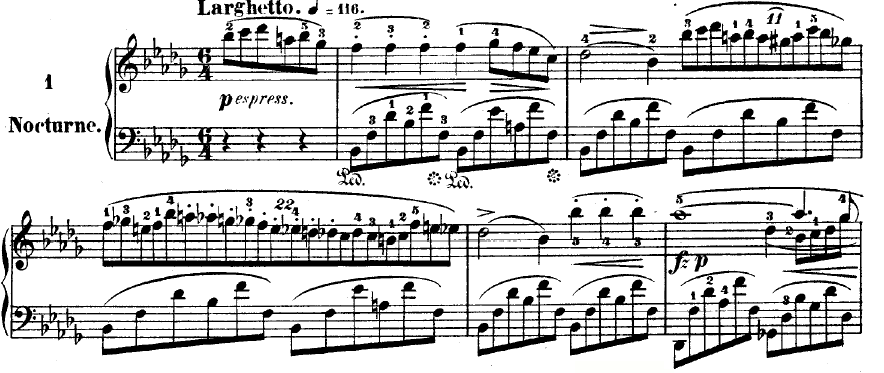
Inici del "Nocturn op. 9, núm 2" de Chopin, una de les seves obres més conegudes.

Els Nocturns de Chopin són 21 peces per a piano sol escrites pel compositor polonès Frédéric Chopin entre 1827 i 1846. Alguns d'aquests nocturns formen part de les seves obres més populars. Són considerats com algunes de les millors peces per a piano sol i ocupen un lloc important en el repertori concertístic. Tot i que Chopin no va inventar el nocturn, ell el va popularitzar tot basant-se en la forma desenvolupada pel compositor irlandès John Field.
Els Nocturns no es van publicar com una mateixa obra; els numerats de l'1 al 18 es van publicar durant la seva vida, en grups de dos o de tres, d'acord amb l'ordre de composició. Els números 19 i 20 són una excepció, ja que són obres anteriors, d'abans que Chopin marxés de Polònia, tot i que van ser publicats pòstumament. A més, el número 20 no era considerat originalment un "nocturn", però des de la publicació com a tal el 1870, habitualment se l'inclou amb les publicacions i enregistraments dels Nocturns.
| "Nocturn op. 9, núm. 2                                      |
|                                                             |
| Interpretació de Martha Goldstein en un piano Érard (1851). |
|                                                             |

## Estructura
Varien en la mètrica i en la tonalitat, però amb relació a l'estructura generalment estan en forma ternària (A-B-A). Habitualment, mostren un estat d'ànim malenconiós i una melodia clara flotant sobre un acompanyament a la mà esquerra amb arpegis o acords trencats. Les repeticions del tema principal, en general, apareixen amb afegits d'adornaments cada vegada més elaborats, en particular en el "Nocturn op. 9, núm. 2". A partir setè i vuitè nocturn, Chopin els va publicar en parells ben contrastants, encara que també cada un és coherent en si mateix, i pot ser interpretat sol com una obra completa. Les excepcions al patró de la forma ternària les trobem en l'Opus 9, núm. 2 i l'Opus 55, núm. 2, que no contenen una secció contrastant; d'altra banda, l'Opus 15, núm. 3 està en forma binària i té una interessant coda, i l'Opus 37, núm. 2, té uan estructura A–B–A–B–A.
El tempo marcat de tots els nocturns és una variació de Lento, Larghetto o Andante. El núm 3 és l'excepció, amb una indicació Allegretto.

## Llista delsNocturns
| Núm. | Tonalitat | Opus           | Publicació | Composició | Íncipit | Audició           |
| ---- | --------- | -------------- | ---------- | ---------- | ------- | ----------------- |
| 1    | si♭ menor | Op. 9, núm. 1  | 1833       | 1830–1832  |         | Florence Robineau |
| 2    | mi♭ major | Op. 9, núm. 2  | 1833       | 1830–1832  |         | Martha Goldstein  |
| 3    | si major  | Op. 9, núm. 3  | 1833       | 1830–1832  |         |                   |
| 4    | fa major  | Op. 15, núm. 1 | 1833       | 1830–1832  |         |                   |
| 5    | fa# major | Op. 15, núm. 2 | 1833       | 1830–1832  |         |                   |
| 6    | sol menor | Op. 15, núm. 3 | 1833       | 1833       |         |                   |
| 7    | do# menor | Op. 27, núm. 1 | 1835       | 1835       |         | Patrizia Prati    |
| 8    | re♭ major | Op. 27, núm. 2 | 1837       | 1835       |         | Patrizia Prati    |
| 9    | si major  | Op. 32, núm. 1 | 1837       | 1837       |         |                   |
| 10   | la♭ major | Op. 32, núm. 2 | 1837       | 1837       |         |                   |
| 11   | sol menor | Op. 37, núm. 1 | 1840       | 1838       |         |                   |
| 12   | sol major | Op. 37, núm. 2 | 1840       | 1839       |         |                   |
| 13   | do menor  | Op. 48, núm. 1 | 1841       | 1841       |         |                   |
| 14   | fa# menor | Op. 48, núm. 2 | 1841       | 1841       |         |                   |
| 15   | fa menor  | Op. 55, núm. 1 | 1844       | 1842–1844  |         |                   |
| 16   | mi♭ major | Op. 55, núm. 2 | 1844       | 1842–1844  |         |                   |
| 17   | si major  | Op. 62, núm. 1 | 1846       | 1846       |         |                   |
| 18   | mi major  | Op. 62, núm. 2 | 1846       | 1846       |         |                   |
| 19   | mi menor  | Op. 72, núm. 1 | 1855       | 1827–29    |         | Peter Johnston    |
| 20   | do# menor | P 1, núm. 16   | 1870       | 1830       |         | Patrizia Prati    |
| 21   | do menor  | P 2, núm. 8    | 1860       | 1837       |         |                   |

### Espuri
El Nocturn en do # menor conegut com a Nocturne oubliée o com a Nocturn núm. 22 és una obra espúria.